# Jamey Carroll
Pour les articles homonymes, voir James Carroll et Carroll.
Jamey Blake Carroll, né le 18 février 1974 à Evansville (Indiana) aux États-Unis, est un joueur américain de baseball qui évolue dans la Ligue majeure de baseball de 2002 à 2013. Ce joueur de champ intérieur était utilisé tant au poste de deuxième but que d'arrêt-court ou de troisième but. 
En janvier 2015, l'ancien joueur est engagé comme assistant au département des opérations baseball des Pirates de Pittsburgh

## Carrière

### Scolaire et universitaire
Il joue pour son lycée, le Castle High School à Newburgh (Indiana), jusqu'en 1992. Il étudie et joue ensuite à l'Université d'Evansville.

### Professionnelle

#### Expos de Montréal
Drafté en 1996 par les Expos de Montréal au 14e tour de sélection, il fait ses débuts en Ligue majeure le 11 septembre 2002. Joueur de troisième but à son premier match chez les Expos, il obtient ce jour-là son premier coup sûr en carrière, contre le lanceur Alan Benes, des Cubs de Chicago. Le 15 septembre suivant au Stade olympique de Montréal, il frappe dans une victoire de 10-1 des Expos son premier coup de circuit au plus haut niveau, aux dépens du lanceur des Mets de New York Pedro Astacio. Carroll se tire bien d'affaire avec une moyenne au bâton de ,310 et six points produits en 16 matchs en fin de saison 2002 pour Montréal.
Il dispute sa première saison complète dans les grandes ligues en 2003 avec 105 parties jouées, principalement comme joueur de troisième but. Il boucle la saison avec une moyenne au bâton de ,260 et 10 points produits.
En 2004, il élève sa moyenne à ,289 et produit 16 points en 102 rencontres. Il voit cette année-là davantage de temps de jeu au deuxième coussin.

#### Nationals de Washington
Carroll suit la franchise montréalaise jusqu'à Washington, où elle déménage pour sa première saison sous le nom de Nationals en 2005. Alternant entre le deuxième but et l'arrêt-court, il est en uniforme pour 113 parties. Il produit 22 points, un nouveau sommet en une saison, mais sa moyenne au bâton chute à ,251.

#### Rockies du Colorado
Le 11 février 2006, les Rockies du Colorado achètent des Nationals le contrat de Carroll, qui dispute deux saisons avec sa nouvelle équipe.
Il termine la saison 2006 avec une moyenne au bâton de ,300. Avec des sommets en carrière de 5 circuits et 139 coups sûrs, il fait compter 36 points. Défensivement, il joue presque exclusivement au deuxième but. Sa moyenne de présence sur les buts, qui ne s'élevait qu'à une faible ,284 la saison précédente à Washington, passe à ,404 pour sa première année au Colorado.
Le 1er octobre 2007, Carroll conclut en beauté la saison régulière des Rockies. Ces derniers, nez à nez avec les Padres de San Diego au terme des 162 matchs du calendrier, disputent un match-suicide à Denver pour déterminer qui décrochera la dernière place disponible en séries éliminatoires. En fin de 13e manche d'un long match, les Rockies marquent trois fois pour gagner la partie 9-8 et Carroll met fin au match par le ballon sacrifice qui produit le point décisif, Matt Holliday croisant le marbre pour propulser les Rockies en parties d'après-saison. Ceci conclut une saison autrement décevante pour Carroll, qui n'avait frappé que pour ,225 de moyenne au bâton avec 22 points produits. En éliminatoires, il ne récolte qu'un but-sur-balles en trois passages au bâton dans la conquête du titre de la Ligue nationale par les Rockies, qui s'avouent vaincus par les Red Sox de Boston en Série mondiale 2007.

#### Indians de Cleveland

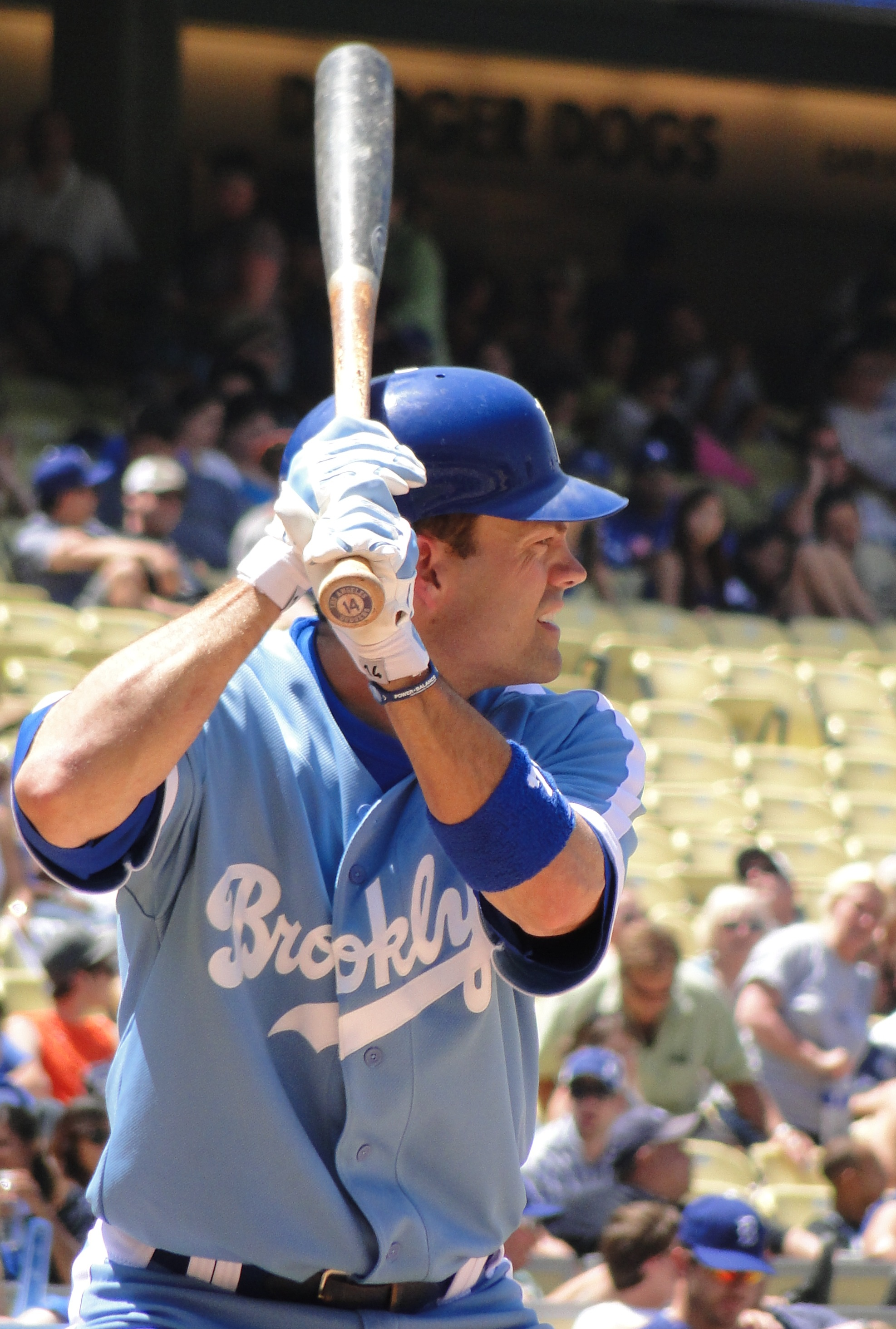
Carroll chez les Dodgers de Los Angeles en 2011 dans un uniforme rétro honorant les Dodgers de Brooklyn.

Jamey Carroll est transféré chez les Indians de Cleveland le 7 décembre 2007 en retour de Sean Smith, un lanceur des ligues mineures. 
Lors de ces deux saisons à Cleveland, Carroll joue principalement au deuxième but en étant aligné à ce poste 130 fois contre 66 matchs joués au troisième but. Il fait également quelques apparitions dans le champ extérieur.
En 2008, il égale son meilleur total de points produits (36) en une année. Sa moyenne au bâton s'élève à ,277 la première saison et ,276 la suivante.

#### Dodgers de Los Angeles
En décembre 2009, il signe un contrat de deux saisons pour 3,85 millions de dollars avec les Dodgers de Los Angeles. Il frappe avec plus de régularité en affichant des moyennes au bâton de ,291 et ,290 respectivement en 2010 et 2011.

#### Twins du Minnesota
Le 16 novembre 2011, Carroll rejoint les Twins du Minnesota, qui lui offrent un contrat de deux saisons pour 6,75 millions de dollars.
Le 3 septembre 2012, Carroll frappe contre les White Sox son premier coup de circuit depuis le 9 août 2009, mettant fin à une série de 1348 présences au bâton consécutives sans circuit, la plus longue séquence du genre par un joueur actif des majeures.

#### Royals de Kansas City
Le 12 août 2013, Minnesota transfère Carroll aux Royals de Kansas City. Il termine la saison avec 44 coups sûrs, 21 points marqués, 9 points produits et une moyenne au bâton de ,211 en 59 matchs joués chez les Twins et 14 à Kansas City.
La campagne 2013 à Kansas City est sa dernière dans les majeures. Il passe par les Nationals de Washington à nouveau après avoir signé un contrat des ligues mineures avec eux le 9 janvier 2014 mais ne trouve pas de place au sein du club. 
Jamey Carroll a joué 1 276 matchs en 12 saisons dans le baseball majeur. Il compte 1 000 coups sûrs, dont 148 doubles, 27 triples et 13 circuits. Il a compté 560 points, en a produit 265 et réussi 74 vols de buts. Sa moyenne au bâton en carrière s'élève à ,272 et sa moyenne de présence sur les buts à ,349.

### Après-carrière
En janvier 2015, Jamey Carroll est engagé comme assistant au département des opérations baseball des Pirates de Pittsburgh.

## Statistiques
| Saison | Équipe     | G   | AB   | R   | H   | 2B  | 3B | HR | RBI | SB | BA    |
| ------ | ---------- | --- | ---- | --- | --- | --- | -- | -- | --- | -- | ----- |
| 2002   | Montréal   | 16  | 71   | 16  | 22  | 5   | 3  | 1  | 6   | 1  | 0,310 |
| 2003   | Montréal   | 105 | 227  | 31  | 59  | 10  | 1  | 1  | 10  | 5  | 0,260 |
| 2004   | Montréal   | 102 | 218  | 36  | 63  | 14  | 2  | 0  | 16  | 5  | 0,289 |
| 2005   | Washington | 113 | 303  | 44  | 76  | 8   | 1  | 0  | 22  | 3  | 0,251 |
| 2006   | Colorado   | 136 | 463  | 84  | 139 | 23  | 5  | 5  | 36  | 10 | 0,300 |
| 2007   | Colorado   | 108 | 227  | 45  | 51  | 9   | 1  | 2  | 22  | 6  | 0,225 |
| 2008   | Cleveland  | 113 | 347  | 60  | 96  | 13  | 4  | 1  | 36  | 7  | 0,277 |
| 2009   | Cleveland  | 93  | 315  | 53  | 87  | 10  | 2  | 2  | 26  | 4  | 0,276 |
| 2010   | LA Dodgers | 133 | 351  | 48  | 102 | 15  | 1  | 0  | 23  | 12 | 0,291 |
| Totaux | Totaux     | 919 | 2522 | 417 | 695 | 107 | 20 | 12 | 197 | 53 | 0,276 |

| Saison | Équipe   | G | AB | R | H | 2B | 3B | HR | RBI | SB | BA   |
| ------ | -------- | - | -- | - | - | -- | -- | -- | --- | -- | ---- |
| 2007   | Colorado | 4 | 2  | 0 | 0 | 0  | 0  | 0  | 0   | 0  | .000 |
| Totaux | Totaux   | 4 | 2  | 0 | 0 | 0  | 0  | 0  | 0   | 0  | .000 |

Note : G = Matches joués ; AB = Passages au bâton; R = Points ; H = Coups sûrs ; 2B = Doubles ; 3B = Triples ; 
HR = Coup de circuit ; RBI = Points produits ; SB = Buts volés ; BA = Moyenne au bâton.